# Artère profonde du bras
 (mars 2024).
Si vous disposez d'ouvrages ou d'articles de référence ou si vous connaissez des sites web de qualité traitant du thème abordé ici, merci de compléter l'article en donnant les références utiles à sa vérifiabilité et en les liant à la section « Notes et références ».
L'artère profonde du bras (ou artère humérale profonde ou artère collatérale externe du bras) est une artère du bras.

## Origine
L'artère profonde du bras nait de l'artère brachiale juste sous le rebord du muscle petit rond.

## Trajet

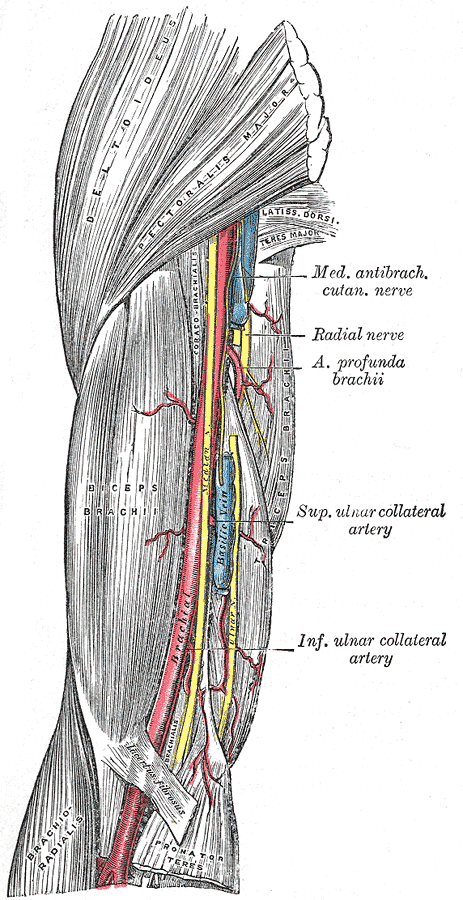
Anatomie du bras

L'artère profonde du bras se dirige vers le bas, en dehors et en arrière en passant entre les chefs long et médial du muscle triceps brachial et à l'arrière de l'humérus. Elle chemine avec le nerf radial dans le sillon du nerf radial. Elle passe à travers le septum intermusculaire latéral en descendant entre le muscle brachio-radial et le muscle brachial pour se terminer au niveau du bord externe de l'humérus en donnant l'artère collatérale médiale et l'artère collatérale radiale.

## Zone d'irrigation
L'artère profonde du bras donne des branches au muscle deltoïde.
Elle peut émettre une artère nourricière de l’humérus qui pénètre dans l'humérus derrière la tubérosité deltoïdienne.
Une branche monte entre les chefs long et latéral du muscle triceps brachial pour s'anastomoser avec l'artère circonflexe postérieure de l'humérus.